# Újezdecký les
Újezdecký les este o arie protejată (arie specială de conservare — SAC, sit de importanță comunitară — SCI) din Republica Cehă întinsă pe o suprafață de 932,27 ha, integral pe uscat.

## Localizare
Centrul sitului Újezdecký les este situat la coordonatele 49°03′53″N 17°40′33″E / 49.064722°N 17.675833°E.

## Înființare
Situl Újezdecký les a fost declarat sit de importanță comunitară în aprilie 2005 pentru a proteja 1 specie de animale. Situl a fost protejat și ca arie specială de conservare în aprilie 2017.

## Biodiversitate
Situată în ecoregiunea continentală, aria protejată conține 2 habitate naturale: Păduri de stejar și carpen Galio-Carpinetum, Păduri stepice euro-siberiene cu Quercus spp..
La baza desemnării sitului se află o specie protejată de  nevertebrate: fluturele de noapte (Eriogaster catax).